# Communauté de communes Cœur du Pays-Haut
La communauté de communes Cœur du Pays-Haut (3CPH) est une communauté de communes française, située dans les départements de Meurthe-et-Moselle et de la Meuse, en région Grand Est.

## Historique
Elle est créée par un arrêté en date du 9 décembre 2016 avec effet au 1er janvier 2017 sous le nom de communauté de communes Pays de l'Audunois et du Bassin de Landres par la fusion des communautés de communes du Pays Audunois et du Bassin de Landres.

## Territoire communautaire

### Composition
La communauté de communes est composée des 25 communes suivantes :

| Nom                    | Code Insee | Gentilé       | Superficie (km2) | Population (dernière pop. légale) | Densité (hab./km2) |
| ---------------------- | ---------- | ------------- | ---------------- | --------------------------------- | ------------------ |
| Audun-le-Roman (siège) | 54029      | Audunois      | 7,57             | 2 477 (2022)                      | 327                |
| Anderny                | 54015      | Andernois     | 9,62             | 255 (2022)                        | 27                 |
| Avillers               | 54033      | Avillerois    | 5,16             | 137 (2022)                        | 27                 |
| Beuvillers             | 54069      | Beuvillois    | 5,95             | 528 (2022)                        | 89                 |
| Bouligny               | 55063      | Boulinéens    | 10,99            | 2 428 (2022)                      | 221                |
| Bréhain-la-Ville       | 54096      | Bréhinois     | 10,08            | 451 (2022)                        | 45                 |
| Crusnes                | 54149      | Crusnois      | 6,06             | 1 559 (2022)                      | 257                |
| Domprix                | 54169      |               | 7,7              | 99 (2022)                         | 13                 |
| Errouville             | 54181      | Errouvillois  | 5,13             | 682 (2022)                        | 133                |
| Joppécourt             | 54282      | Joppécourtois | 6,98             | 154 (2022)                        | 22                 |
| Joudreville            | 54284      | Joudrevillois | 5,58             | 1 108 (2022)                      | 199                |
| Landres                | 54295      | Landrus       | 8,04             | 979 (2022)                        | 122                |
| Mairy-Mainville        | 54334      |               | 12,42            | 555 (2022)                        | 45                 |
| Malavillers            | 54337      | Malavillois   | 4,37             | 125 (2022)                        | 29                 |
| Mercy-le-Bas           | 54362      |               | 8,23             | 1 276 (2022)                      | 155                |
| Mercy-le-Haut          | 54363      |               | 13,35            | 268 (2022)                        | 20                 |
| Mont-Bonvillers        | 54084      | Montois       | 7,44             | 940 (2022)                        | 126                |
| Murville               | 54394      | Murvillois    | 5,57             | 237 (2022)                        | 43                 |
| Piennes                | 54425      | Piennois      | 4,67             | 2 443 (2022)                      | 523                |
| Preutin-Higny          | 54436      | Prottiens     | 7,02             | 159 (2022)                        | 23                 |
| Sancy                  | 54491      | Sancéens      | 13,19            | 363 (2022)                        | 28                 |
| Serrouville            | 54504      | Serrouvillois | 15,57            | 674 (2022)                        | 43                 |
| Trieux                 | 54533      | Triotins      | 8,62             | 2 682 (2022)                      | 311                |
| Tucquegnieux           | 54536      | Tucquenois    | 9,16             | 2 434 (2022)                      | 266                |
| Xivry-Circourt         | 54598      |               | 12,04            | 267 (2022)                        | 22                 |

### Démographie
| 1968   | 1975   | 1982   | 1990   | 1999   | 2009   | 2014   | 2020   |
| ------ | ------ | ------ | ------ | ------ | ------ | ------ | ------ |
| 31 022 | 27 150 | 24 314 | 22 314 | 21 870 | 22 918 | 23 370 | 23 185 |

## Administration

### Siège
Le siège de la communauté de communes est situé à Audun-le-Roman.

### Les élus
Le conseil communautaire de la communauté de communes se compose de 47 conseillers, élus pour une durée de six ans.
Ils sont répartis comme suit :
| Nombre de conseillers | Communes                       |
| --------------------- | ------------------------------ |
| 5                     | Bouligny, Trieux, Tucquegnieux |
| 4                     | Audun-le-Roman, Piennes        |
| 3                     | Crusnes                        |
| 2                     | Joudreville, Mercy-le-Bas      |
| 1 (+1 suppléant)      | les 17 autres communes         |

### Présidence
| Période                                  | Période  | Identité        | Étiquette | Qualité                  |
| ---------------------------------------- | -------- | --------------- | --------- | ------------------------ |
| Les données manquantes sont à compléter. |          |                 |           |                          |
| 2017 (Réélu en 2020)                     | En cours | Daniel Matergia | PS        | Maire de Sancy (2001 → ) |

### Régime fiscal et budget
Le régime fiscal de la communauté de communes est la fiscalité professionnelle unique (FPU).